# Klockrike kyrkby
Klockrike kyrkby är kyrkbyn i Klockrike socken i sydöstra delen av Motala kommun i Östergötlands län, belägen 1 km norr om tätorten Klockrike. SCB klassade Klockrike kyrkby som en småort vid avgränsningen 1995. Den omfattade då 13 hektar och hade 51 invånare. Sedan 2000 har befolkningen varit under 50 personer och området räknas därför inte längre som småort.

## Bebyggelse
Här ligger Klockrike kyrka och Klockrike skola.

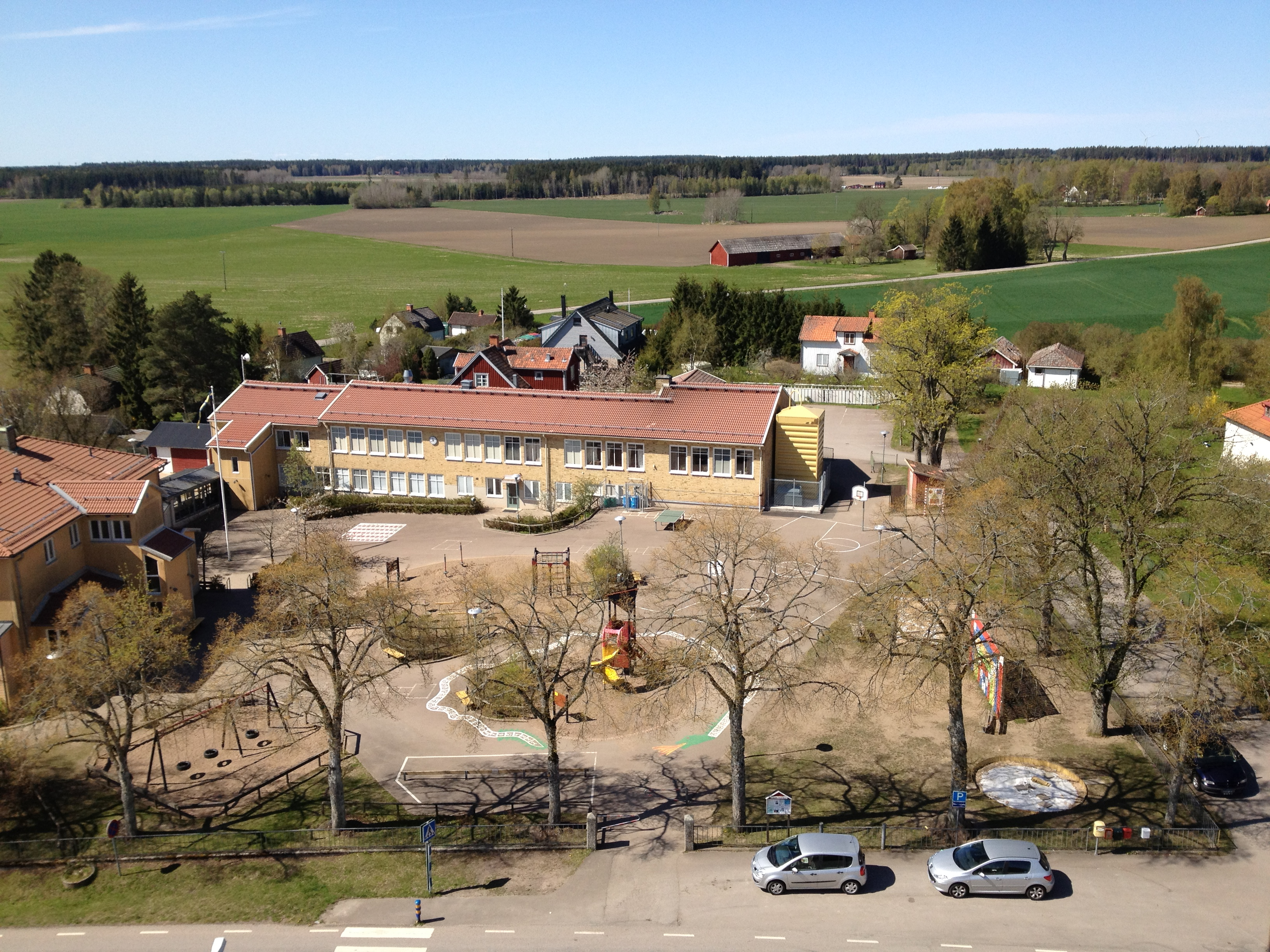
Klockrike skola 2012

Skolundervisning har funnits i Klockrike sedan år 1811. En enig kyrkostämma beslöt då att grunda en skola i Klockrike och beslutet verkställdes samma år. Församlingen skrev ett avtal med klockare Forsman där han utlovades 1/4 tunna råg för "vart och ett av honom undervisat barn som kan läsa rent och väl utantill". 
Nuvarande skola som byggdes i början av 1950-talet renoverades i början av 2000-talet.